# Sarniki (obwód iwanofrankiwski)
Sarniki (ukr. Сарники), hist. Sarnki Górne – wieś na Ukrainie w rejonie rohatyńskim obwodu iwanofrankiwskiego.

## Zabytki
- Zamek[2]